# ギュスターヴ・ドレ (音楽家)
ギュスターヴ・ドレ（Gustave Doret 1866年9月20日 - 1943年4月19日）は、スイスの作曲家、指揮者。

## 生涯
ドレはエーグルに生まれた。ベルリン音楽アカデミーにおいてヨーゼフ・ヨアヒムの下で学び、その後パリ音楽院に移りテオドール・デュボワとジュール・マスネに師事した。1894年のパリで指揮者としてのキャリアをスタートさせ、ドビュッシーの『牧神の午後への前奏曲』の初演でタクトを任された。1893年から1895年にはコンセール・ダルクールの副指揮者を務め、1890年代と1900年代にはオペラ＝コミック座の指揮者であった。ドレはシャルルヴィル＝メジエールにあるテアトル・ドゥ・ジョラの創設者でもある。
パリで初演された2作あるドレのオペラは、マスネの強い影響下にある。ライト・オペラやその他の舞台作品は、フランス語圏ヨーロッパではより高い人気を博していた。1914年にスイスへと戻ったドレは地元のポピュラー音楽と民謡を研究し始めた。他にスイスの新聞へ執筆を行っており、『Temps et contretemps』と題した回顧録が1942年に出版されている。
ドレの作品の大半は声楽曲で、オペラ、劇場作品、オラトリオ、合唱曲、そして300曲を超える歌曲がある。彼が書いた器楽曲には2つの管弦楽曲、弦楽四重奏曲が1曲、ピアノ五重奏曲が1曲あるだけである。
ドレは1943年にローザンヌで没した。

## 作品
- オラトリオ『キリストの最後の7つの言葉』 （1895年）
- 歌劇『Les Armaillis』 （1900年）
- 『Fête des Vignerons』 （1905年）
- 舞台音楽『Aliénor』 （1910年）
- 舞台音楽『La Nuit des Quatre Temps』 （1910年）
- 舞台音楽『Tell』 （1914年）
- 『Fête des Vignerons』 （1927年）
- 『La Serv Ante d'Evolène』 （1937年）